# Фролова, Анна Михайловна
Анна Михайловна Фролова (Кожуханцева) (1910 — неизвестно) — передовик советского сельского хозяйства, звеньевая колхоза имени 3-й пятилетки Ухтомского района Московской области, Герой Социалистического Труда (1949).

## Биография
Родилась в 1910 году в деревне Жулебино Московской губернии, ныне микрорайон города Москвы в русской семье крестьянина. В начале 1930-х годов, когда по стране создавались колхозы, Анна Михайловна со дня создания колхоза имени 3-й пятилетки вступила в него и стала трудиться в полеводческой бригаде. Назначена звеньевой. Очень быстро её звено вышло в передовики производства. По итогам 1947 года награждена орденом Ленина.
В 1948 году её звено смогло достичь высоких производственных показателей. На площади 3,81 гектара полеводы получили урожай картофеля 511 центнеров с гектара в среднем.  
За получение высокого урожая картофеля в 1948 году, Указом Президиума Верховного Совета СССР от 4 марта 1949 года Анне Михайловне Кожуханцевой (в дальнейшем Фролова) было присвоено звание Героя Социалистического Труда с вручением ордена Ленина и золотой медали «Серп и Молот».
Этим же Указом ещё четверо тружеников данного колхоза во главе с председателем К. П. Петриковым были удостоены высоких наград.
В дальнейшем продолжала трудовую деятельность, показывала высокие результаты в труде. Вышла замуж и сменила фамилию на Фролова.     
Проживала в деревне Жулебино Люберецкого района Московской области. Дата смерти не установлена.

## Награды
За трудовые успехи удостоена:
- золотая звезда «Серп и Молот» (04.03.1949),
- два ордена Ленина (19.02.1948, 04.03.1949),
- другие медали.